# Guy Montag
Guy Montag es el personaje principal de la novela de Ray Bradbury Fahrenheit 451, escrita en 1953. En la película de François Truffaut, Oskar Werner asume su papel, mientras que en la adaptación cinematográfica libre de 2018 de Ramin Bahrani es interpretado por Michael B. Jordan.

## Historia
Montag no es un bombero, sino que es completamente lo contrario: se encarga junto a sus colegas de provocar incendios, con los cuales planean quemar todo libro que encuentren. Montag nunca cuestionaba su trabajo, reteniendo por completo su curiosidad y reduciéndose a lo que el llamaba una vida feliz. Pero después de cierto tiempo la mente de Montag empieza a funcionar de forma diferente, cuestionando el porqué de su trabajo y de su forma de vida. El bombero no puede retener su curiosidad, por lo que roba un libro y empieza a comprender el mundo en el que se mueve. Montag va aprendiendo más, desarrollando su mente y curiosidad, pero son los libros los que le arrebatan su vida, poniéndolo en encrucijadas respecto a su vida privada, social y laboral. para dar ironía a lo anterior, finalmente serían estos hechos los que le salvarían la vida.
El cambio de Montag es lo que le da el sentido a la novela, mostrando al lector un ideal de mundo utópico cuando el verdadero es distópico donde el pueblo ha puesto en manos de sus dirigentes una de las decisiones sociales e incluso filosóficas más grandes para el hombre, planteada incluso desde el Génesis bíblico: ¿He de pensar o de ser feliz? Montag no puede contenerse y desafía este régimen, demostrando individualismo y curiosidad por medio de los libros, por los cuales empezó a sentir una tremenda fascinación; pese a sus esfuerzos por convencer a la gente que lo rodea, ve que no puede convencer a aquella gente atrapada en esa felicidad provisional, por lo que se convierte en fugitivo. Su historia queda inconclusa, pero dando la esperanza de su futura victoria.
Tres personajes simbólicos guían y aconsejan a Montag a tomar el camino que escogió. Estos aparecen en momentos concretos y le muestran sus opiniones con respecto a la realidad que vivía la sociedad, ya sea esta positiva o negativa::
- Montag se encuentra con un viejo en el parque, quien por temor esconde el libro que tenía bajo su chaqueta. Después de disuadirlo, Montag se sienta a hablar con el hombre, que más tarde se identifica como Faber. Después de conversar con él con respecto a la realidad, Montag comienza a esconder libros en su casa debido a su recurrente curiosidad. Cuando Montag se vuelve fugitivo, incita a Faber para que patrocine la impresión de libros.

- Conoce a Clarisse McClellan, una chica de diecisiete años. Siempre tropieza con ella cuando va de camino al trabajo. Hablando con ella queda impresionado de cuán diferente es del resto de la sociedad hedonista y materialista del país, pues tiene un espíritu enérgico y un amor por la naturaleza. Más tarde, Montag descubre que la chica fue atropellada por un automóvil en la carretera.

- Beatty es el jefe de Guy Montag, un ferviente bombero que defiende los ideales de igualdad por los cuales lucha el gobierno. Los puntos de vista de Beatty son muy válidos, pues dice que los libros asemejan una forma de pensar individualista que siembra la discordia en los hombres, por lo que deben ser erradicados para que todos sean felices. Las opiniones de Beatty son tan fuertes que Montag se siente confundido ante su posición, consciente de que Beatty además de su compañero, es su amigo. En el último capítulo de la historia, Montag se ve presionado a acabar con la vida de Beatty por parte de este mismo con un lanzallamas, para que luego Montag descubriera que su jefe, de hecho, quería morir.

## En la cultura popular
- En el videojuego Starcraft existe un personaje llamado «Gui Montag» y aparece como una unidad militar (llamada Murciélago de Fuego) que utiliza un lanzallamas.